# Escut de Sant Feliu de Guíxols
L'escut oficial de Sant Feliu de Guíxols té el següent blasonament:
Escut caironat partit: 1r. vairat antic (o d'ondes) d'argent i de gules; 2n. d'or, una creu plena de gules; al tot un cap d'or amb 4 pals de gules. Per timbre una corona mural de ciutat.

## Disseny
La composició de l'escut està formada sobre un fons en forma de quadrat recolzat sobre un dels seus vèrtexs, anomenat escut caironat, segons la configuració difosa a Catalunya i d'altres indrets de l'antiga Corona d'Aragó i adoptada per l'administració a les seves especificacions per al disseny oficial dels municipis dels ens locals. És un escut partit en dos campers. Al primer hi ha un vair de color blanc o gris clar (argent) i vermell (gules), mentre que al segon, de color groc (or), hi ha una creu de color vermell (gules). La part superior de l'escut (el cap) és de color groc (or) i conté quatre pals de color vermell (gules).
L'escut està acompanyat a la part superior d'un timbre en forma de corona mural, que és l'adoptada pel Departament de Governació d'Administracions Locals de la Generalitat de Catalunya per timbrar genèricament els escuts dels municipis. En aquest cas, es tracta d'una corona mural de ciutat, que bàsicament és un llenç de muralla groc (or) amb portes i finestres de color negre (tancat de sable), amb vuit torres merletades, de les quals se'n veuen cinc, amb una garita d'argent en cada tros de muralla que uneix les torres.

## Història
Va ser aprovat el 7 de juliol de 1983 i publicat al DOGC el 31 d'agost del mateix any amb el número 359.
Les tres particions representen l'episodi històric de 1354 conegut com la Concòrdia de Roses, entre el comte rei Pere III (els quatre pals de Catalunya), la ciutat de Girona (el vairat d'argent sobre camper de gules) i el monestir de Sant Feliu de Guíxols (la creu de gules sobre camper d'or).